# Xestia nigromarginata
Xestia nigromarginata là một loài bướm đêm trong họ Noctuidae.